# Старе Ворово
Старе Ворово (пол. Stare Worowo) — село в Польщі, у гміні Злоценець Дравського повіту Західнопоморського воєводства.
Населення — 276 осіб (2011).
У 1975-1998 роках село належало до Кошалінського воєводства.

## Демографія
Демографічна структура станом на 31 березня 2011 року:
|          | Загалом | Допрацездатний вік | Працездатний вік | Постпрацездатний вік |
| -------- | ------- | ------------------ | ---------------- | -------------------- |
| Чоловіки | 151     | 32                 | 108              | 11                   |
| Жінки    | 125     | 22                 | 79               | 24                   |
| Разом    | 276     | 54                 | 187              | 35                   |